# Deutsche in der Ersten Tschechoslowakischen Republik
Als Deutsche in der Ersten Tschechoslowakischen Republik werden die Angehörigen der deutschsprachigen Minderheit bezeichnet, die innerhalb der 1920 im Vertrag von Saint-Germain festgelegten Grenzen des neu gegründeten tschechoslowakischen Staates lebte.
Nach der Proklamation der Tschechoslowakei (ČSR) am 28. Oktober 1918 verloren die dort lebenden Deutschösterreicher die dominierende politische Rolle, die sie in der Habsburgermonarchie bis zu deren Zusammenbruch gespielt hatten. Die Siegermächte des Ersten Weltkriegs betrachteten Tschechen und Slowaken als Verbündete und gestanden dem neuen Staat im Wesentlichen die Grenzen zu, die ihre Führer Tomáš Garrigue Masaryk, Edvard Beneš und Milan Rastislav Štefánik auf den Pariser Friedenskonferenzen 1919 gefordert hatten. Entgegen dem von den Alliierten propagierten Selbstbestimmungsrecht der Völker wurde dabei auf die ethnische Zusammensetzung der betroffenen Regionen und den Willen ihrer Bevölkerung kaum Rücksicht genommen. Die Tschechoslowakei stimmte jedoch einem Vertrag zum Minderheitenschutz zu und garantierte auch Deutschen, Ungarn und Ruthenen alle staatsbürgerlichen Rechte.
Anfängliche Autonomiebestrebungen verloren daher im Laufe der Zeit an Stoßkraft und entwickelten sich zu Forderungen nach politischer Gleichberechtigung. Eine erste Verständigung zwischen Deutschen und Tschechoslowaken kam 1926 zustande, als Vertreter deutscher Parteien (s. u.) an der Regierung beteiligt wurden. Im Streit zwischen Aktivisten und Negativisten, also zwischen deutschen Befürworten und Gegnern des tschechoslowakischen Staats, setzten sich jedoch letztere in den 1930er Jahren durch. Die Sudetendeutsche Partei unterstützte Hitlers Aggression gegen die Tschechoslowakei. Im September 1938 verschärfte Deutschland die Sudetenkrise, und im Rahmen ihrer Appeasement-Politik stimmten Frankreich und Großbritannien im Münchner Abkommen der durch Kriegsdrohung erzwungenen Abtretung der deutschen Siedlungsgebiete, des Sudetenlandes, an das Deutsche Reich zu.

## Zerfall Cisleithaniens

Provinzen im beanspruchten Gebiet der Republik Deutschösterreich nach dem Zerfall Österreich-Ungarns, November 1918

Noch vor dem österreichisch-italienischen Waffenstillstand in der Villa Giusti bei Padua am 3. November 1918 proklamierten sich auf einem Teil der westlichen Reichshälfte (Cisleithanien) der Donaumonarchie zwei Staatswesen mit widerstreitenden Gebietsansprüchen: am 21. Oktober 1918 trat in Wien die Provisorische Nationalversammlung für Deutschösterreich zusammen und am 28. Oktober wurde in Prag die Tschechoslowakische Republik ausgerufen.
In den von der Tschechoslowakischen Republik vollständig beanspruchten Ländern der böhmischen Krone hatten nach der Volkszählung vom 31. Dezember 1880 insgesamt 2.927.684 Deutsche gelebt, was 36,04 % der Gesamtbevölkerung entsprach. 1910 lebten in den bisherigen Ländern der Böhmischen Krone (Böhmen, Mähren und Österreichisch-Schlesien) 6,33 Millionen Tschechen und 3,49 Millionen Deutsche (Deutschböhmen und Deutschmährer sowie Deutschschlesier, später oft alle als Sudetendeutsche zusammengefasst).
Seit dem 21. Oktober 1918 bildeten die 1911 gewählten Reichsratsabgeordneten aller deutschen Regionen Cisleithaniens in Wien die Provisorische Nationalversammlung für Deutschösterreich. Die deutschen Abgeordneten aus Böhmen und Mähren proklamierten am 29. Oktober 1918, dem Tag nach der Ausrufung der ČSR, die Gründung der deutschösterreichischen Provinzen Deutschböhmen und Sudetenland unter dem Vorsitz von Landeshauptmännern. Andere von Deutschösterreich beanspruchte deutsche Siedlungsgebiete im Böhmerwald und in Südböhmen („Böhmerwaldgau“ unter Kreishauptmann Friedrich Wichtl) sowie in Südmähren („Deutschsüdmähren“ unter Kreishauptmann Oskar Teufel) sollten von Ober- und Niederösterreich verwaltet werden.
Am 30. Oktober 1918 bestellte der deutschösterreichische Staatsrat (der Exekutivausschuss der Provisorischen Nationalversammlung) die erste republikanische Regierung, die Staatsregierung Renner I, deren Staatskanzler Karl Renner aus Südmähren stammte. Aus den Ländern der Böhmischen Krone stammten auch die Staatssekretäre [= Minister] : Josef Mayer (deutschnational), Ferdinand Hanusch (Sozialdemokrat), Karl Urban (christlichsozial) und der erst einige Tage amtierende Landeshauptmann der Provinz Deutschböhmen, Raphael Pacher (deutschnational) sowie Unterstaatssekretär Leopold Waber (deutschnational).
Die Provisorische Nationalversammlung Deutschösterreichs erklärte ihr Staatsgebiet durch Gesetz vom 30. Oktober 1918 als Bestandteil des Deutschen Reiches, noch bevor dort am 9. November die Republik ausgerufen wurde. Der Anspruch auf alle deutschen Siedlungsgebiete und der Beitritt zur Deutschen Republik konnte aber realpolitisch schon im Spätherbst 1918 nicht realisiert werden, später noch viel weniger.

## Militärische Besetzung der deutschen Siedlungsgebiete
Während die Truppen des Habsburgerreichs aus Angehörigen mehrerer Nationalitäten bestanden und kapituliert hatten, standen der tschechoslowakischen Regierung die Tschechoslowakischen Legionen, die auf der Seite der Entente gekämpft hatten, als Grundstock einer neuen Tschechoslowakischen Armee zur Verfügung. Ab dem 13. November 1918 setzte sie diese ein, um ihren Anspruch auf die strittigen Gebiete militärisch zu bekräftigen. Zu einem flächendeckenden Widerstand kam es nicht. Nur in ungefähr acht Orten stellten sich bewaffnete Gruppen dem Militär entgegen (beispielsweise am 27. November 1918 in Most, damals Brüx, und am 2. Dezember 1918 in Kaplice, damals Kaplitz).
Die Landesregierung Deutschböhmens ersuchte US-Präsident Woodrow Wilson mit einer von der Schwedischen Gesandtschaft übermittelten Kabeldepesche um Gewährleistung des von ihm proklamierten Selbstbestimmungsrechtes der Völker. Gleichzeitig protestierte die Landesregierung gegen „Vergewaltigungen, welchen unser Staatsgebiet durch Truppen des Czecho-slowakischen Staates ausgesetzt ist“.

## Aufbau der neuen Staatlichkeiten

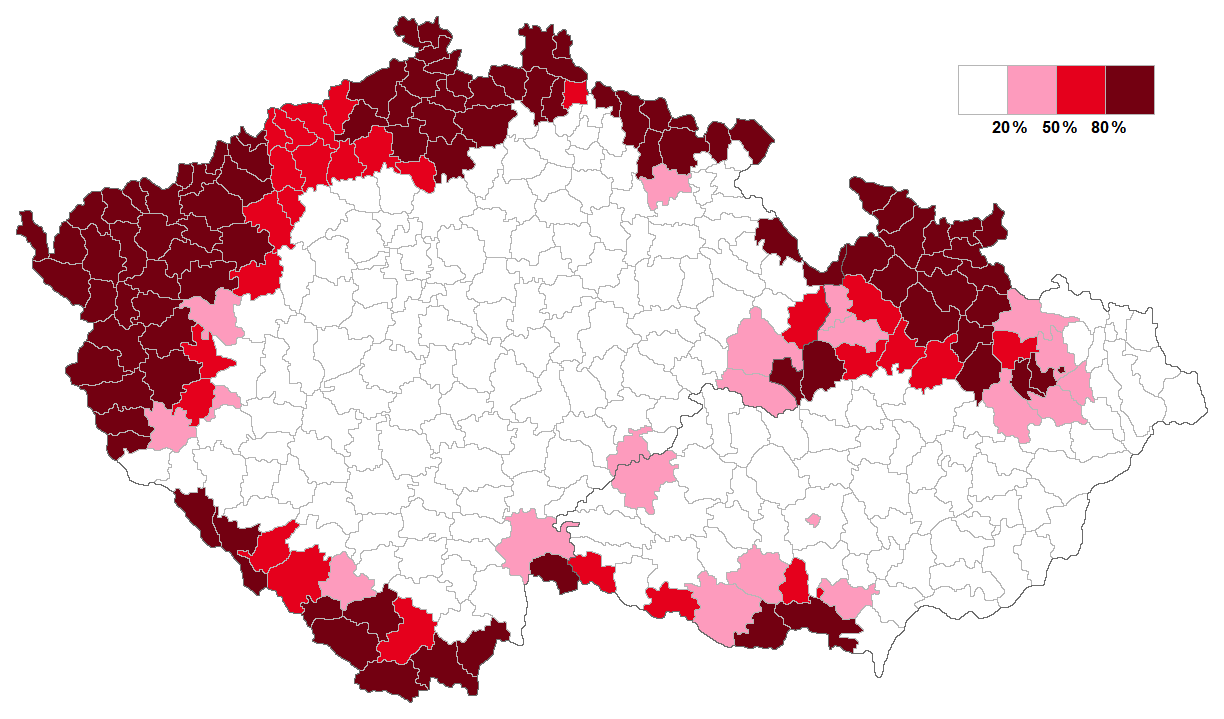
Anteil der deutschen Volksgruppe in den Bezirken Böhmens und Mähren-Schlesiens bei der tschechoslowakischen Volkszählung 1930

Die Wahl zur Konstituierenden Nationalversammlung Deutschösterreichs am 16. Februar 1919 konnte nur in den heutigen österreichischen Bundesländern (ausgenommen dem Burgenland, das damals noch Teil Ungarns war) stattfinden. In den deutschen Gebieten im heutigen Tschechien bzw. der damaligen Tschechoslowakei(!) wurde die Abhaltung dieser Wahl von der tschechoslowakischen Obrigkeit verhindert. Die Überlegung, für jene Wahlkreise, in denen nicht gewählt werden konnte, Abgeordnete anhand der Parteilisten einzuberufen, wurde für einige wenige Wahlkreise an der Südgrenze Österreichs realisiert, die wenigstens zum Teil im heutigen Staatsgebiet lagen. Auf die Wahlkreise der Deutschösterreicher in der Tschechoslowakei wurde diese Praxis nicht angewandt, sodass diese von der deutschösterreichischen Politik nicht mehr vertreten wurden.
Am 29. Februar 1920 nahm die Provisorische Nationalversammlung der Tschechoslowakischen Republik deren Verfassung an. Die Deutschen in Böhmen und Mähren hatten aus ihrer Ablehnung gegen diesen Staat die Nationalversammlung boykottiert und so die Gelegenheit verpasst, sich an der Gestaltung seiner Regeln zu beteiligen.
Am 4. März 1919, dem Tag des Zusammentritts der neu gewählten Nationalversammlung Deutschösterreichs in Wien, fanden in vielen Orten im deutschen Siedlungsgebiet Demonstrationen für das Selbstbestimmungsrecht und die Zugehörigkeit zu Deutschösterreich statt. Dabei wurden 54 Deutsche erschossen und fast 200 Personen verletzt.
Die ersten Parlamentswahlen zum Abgeordnetenhaus und Senat der Tschechoslowakischen Republik fanden am 18. April 1920 statt.
Der am 16. Juli 1920 in Kraft getretene Vertrag von Saint-Germain bestätigte die seit November 1918 eingetretenen faktischen Machtverhältnisse und Grenzziehungen. Auch der Versailler Vertrag beinhaltete ein Anschlussverbot Österreichs sowie der mehrheitlich deutsch bevölkerten Gebiete der ČSR an das Deutsche Reich bis 1946. Mit dem Inkrafttreten des Vertrages von Saint-Germain wurden die Deutschen in der Tschechoslowakei tschechoslowakischen Staatsbürger. Die von ihnen beanspruchte deutsche Staatsangehörigkeit erlosch nach Art. 76.

## Fortsetzung des seit 1848 bestehenden Nationalitätenkonfliktes
Der Vertrag von Saint-Germain bestätigte den tschechischen Standpunkt von der Einheit der Länder der Böhmischen Krone. Damit setzte sich der seit Mitte des 19. Jahrhunderts ausgetragene Nationalitätenkonflikt in diesen Ländern nun unter umgekehrten Vorzeichen fort.
Sichtbar geworden war dieser Konflikt mit dem Slawenkongress vom Juni 1848 (→ Jungtschechen). Dieser basierte auf der „nationalen Wiedergeburt“ der Tschechen. Stationen des erwachenden Nationalbewusstseins waren im 19. Jahrhundert insbesondere die Weckung des Interesses an der tschechischen Sprache, an Literatur und Theater, die Besinnung auf Patriotismus und Historismus, schließlich erfolgreiche politische und sprachliche Forderungen wie die Dekretierung von Tschechisch als zweite Amtssprache 1880 und die Teilung der Karlsuniversität in Prag 1882.
Der Versuch eines österreichisch-tschechischen Ausgleichs nach dem Muster des österreichisch-ungarischen Ausgleichs von 1867 oder auch nur ein innerböhmischer Ausgleich zwischen Tschechen und Deutschen analog zum Mährischen Ausgleich von 1905 war von den Deutschböhmen blockiert worden. Nun wurde die Tschechoslowakische Republik entgegen der Zusage der Pariser Note vom 20. Mai 1919 nicht zu einer zweiten Schweiz. Unter anderem verstand sie Tschechen und Slowaken zusammen als Staatsvolk der Tschechoslowaken, obwohl andererseits gleichzeitig mit der Verfassung ein Gesetz in Kraft trat, das Tschechisch als Landessprache Böhmens, Mährens und Schlesiens, Slowakisch als Landessprache der Slowakei festschrieb. Bis zum Ende des Ersten Weltkriegs hatte die Slowakei als Oberungarn der ungarischen Reichshälfte Österreich-Ungarns angehört. Die ihr am 30. Mai 1918 im Pittsburgher Vertrag zugesicherte Autonomie wurde ihr nicht gewährt. Die Nationalitätenfrage wurde schließlich internationalisiert und 1938 von Adolf Hitler in der Sudetenkrise instrumentalisiert.

## Tschechisierungspolitik ab 1918
Hinsichtlich der Deutschen betrieb die ČSR von Anbeginn eine Tschechisierungspolitik. Hinzu kam eine protschechische Wirtschafts- und Arbeitsmarktpolitik. Sie dezimierte in den deutschen Siedlungsgebieten durch Schließung von 9 der 19 Lehrerbildungsanstalten das deutsche und förderte das tschechische Schulwesen. So wurden tschechische Schulen eröffnet, wenn mindestens fünf tschechische Kinder (auch von dorthin versetzten Angehörigen der Post- oder Bahnverwaltung) vorhanden waren; gleichzeitig wurde in den anderen Schulen der Klassenteiler auf 60 Schüler angehoben. 1920 gab es im deutschen Siedlungsgebiet 495 tschechische Minderheitsvolks- und -bürgerschulen, 1930 über 1400, davon 1153 staatliche Minderheitsvolksschulen mit insgesamt 2559 Klassen. Bei der Bodenreform wiederum wurden z. B. von deutschen Forsteigentümern 30 Prozent ihrer Waldungen beschlagnahmt, von tschechischen nur 4 Prozent.
Der Prozentsatz der tschechischen Einwohner bei den Volkszählungen 1910, 1921 und 1930 wuchs beispielsweise in Eger von 0 % über 3,2 % auf 7 %, in Aussig/Elbe 5,6 – 17,4 – 20, in dem an der Sprachgrenze gelegenen Dorf Bölten/Nordmähren von 0,75 % auf 10,75 %.
Hinsichtlich des Arbeitsmarktes ((in welchem Gebiet?)) ist dokumentiert, dass im Januar 1936 auf 1000 Einwohner 97,5 deutsche und 47,3 tschechische Arbeitslose kamen (2,06 : 1), bezogen auf 1000 Berufstätige 192,4 Deutsche und 110,7 Tschechen (1,74 : 1).
Für die fünf wichtigsten und größten tschechischen Parteien stand im neuen Vielvölkerstaat ČSR der Nationalstaat im Vordergrund der Politik. Sie bildeten 1921 ein „Pětka“ (Fünferausschuss) genanntes und später erweitertes Gremium, die Allnationale Koalition, in der bis 1926 die wichtigsten Diskussionen stattfanden und Vorentscheidungen fielen, bevor Regierung und Parlament eingeschaltet wurden. Allerdings gab es teilweise gute Kontakte zwischen Schwesterparteien tschechisch-slowakischer und deutscher Nationalität.

## Demokratische und undemokratische deutsche Parteien
Unter den Deutschen in der Tschechoslowakei bildeten sich zwei politische Hauptrichtungen, die „Aktivisten“ und die „Negativisten“. Die Aktivisten setzten sich durch Mitarbeit in dem neuen Staat für die Belange der deutschen Minderheit ein, die Negativisten setzten von Anfang auf das Anwachsen eine Ideologie der Revanche in Deutschland und eine Revision der in den Pariser Vorortverträgen geschaffenen Staatenordnung.
Ab 1926 wirkten an der Regierung des Ministerpräsidenten Antonín Švehla mehrere Minister aus der deutschen Minderheit mit:
- aus der Deutschen Christlich-Sozialen Volkspartei (DCSVP) Robert Mayr-Harting, gefolgt von seinem Parteifreund Erwin Zajicek. Einer der Abgeordneten dieser Partei im tschechoslowakischen Parlament war der Vorsitzendes des Verbandes der deutschen christlichen Gewerkschaften in der ČSR, Hans Schütz (nach dem Zweiten Weltkrieg Abgeordneter des Deutschen Bundestages und bayerischer Arbeitsminister)
- aus dem Bund der Landwirte (BdL) der Minister Franz Spina. Letzter Vorsitzender des BdL war der spätere Hessische Landwirtschaftsminister Gustav Hacker.
- Der erste Kongress aller sozialdemokratischen Parteien der Tschechoslowakei am 28./29. Januar 1928 bahnte den Weg, dass 1929 bis 1938 der Regierung auch die Deutsche sozialdemokratische Arbeiterpartei in der Tschechoslowakischen Republik (DSAP) angehörte, bis 1935 größte deutsche Partei in der ČSR. Ihr Parteivorsitzender war der Minister Ludwig Czech.

Am 1. Oktober 1933 gründete Konrad Henlein die Sudetendeutsche Heimatfront (SHF). Er bot im Herbst 1934 in einer Großkundgebung mit rund 25.000 Teilnehmern in Böhmisch Leipa der ČSR noch die Anerkennung des Staates und seiner Verfassung unter der Voraussetzung an, dass die Lebensrechte der Deutschen gesichert würden. Damit platzierte er seine Partei, die sich stark auf Turnerbünde stützte, einerseits als „aktivistisch“, bestritt aber andererseits, dass in der Tschechoslowakei auch die Lebensrechte der deutschen Bürger des Landes gewahrt wurden. Diese Forderung erläuterte er auch britischen Persönlichkeiten bei Besuchen in England. Bei den Parlamentswahlen 1935 wurde die damals in Sudetendeutsche Partei (SdP) umbenannte SHF stimmenstärkste Partei in der ČSR. Zunehmend erfuhr sie Unterstützung durch die NS-Regierung des Deutschen Reichs.
Eine weitere „aktivistische“ Partei war die Deutsche Demokratische Freiheitspartei (DDFP), die nur 1920 selbst kandidierte. Später stellte sie sich in Listenverbindungen mit ungarischen und karpatendeutschen Parteien zur Wahl. 1935 hatte dieses Bündnis 9 Abgeordnete.
Seit 1934 bildete sich in der DSAP ein deutschnationaler Flügel, angeführt von Wenzel Jaksch und Emil Franzel.
1936/37 unternahmen Wenzel Jaksch, Hans Schütz sowie vom Bund der Landwirte Gustav Hacker als sogenannte Jungaktivisten im Zusammenwirken mit tschechischen Publizisten den letzten Versuch einer Vermittlung zwischen Sudetendeutschen und Tschechen. Ihr Eintreten für deutsche Belange und die Veröffentlichung ihrer Forderungen in zwei tschechischen Zeitschriften am 13. Mai 1936 führte zu „Verhandlungen im Schoße der Regierung“ des neuen Ministerpräsidenten Milan Hodža und schließlich am 18. Februar 1937 zu dem einzigen Übereinkommen seit 1918. Darin wurde der Anspruch der Sudetendeutschen auf Proportionalität im öffentlichen Dienst und bei der Vergabe von Staatsaufträgen anerkannt, eine volle sprachliche und kulturelle Gleichberechtigung verhießen.
Zum 22. März 1938 veranlasste Gustav Hacker jedoch die Überführung seiner Partei und ihrer Abgeordneten in die Sudetendeutsche Partei.
Auch die Abgeordneten des BdL traten zur SdP über, die nunmehr 55 Abgeordnete hatte.
Im selben Monat gab es einem fundamentalen Kurswechsel in der DSAP, verbunden mit einem Wechsel an der Parteispitze von Czech zu Jaksch. Damit endete auch die Regierungsbeteiligung dieser Partei.
Die führende Persönlichkeit der „Negativisten“ war Rudolf Lodgman von Auen, bei Kriegsende Landeshauptmann der kurzlebigen Provinz Deutschböhmen. Seine Deutsche Nationalpartei (DNP) bestand bis 1933. Daneben gab es von 1919 bis 1933 die Deutsche Nationalsozialistische Arbeiterpartei (DNSAP).

## Münchner Konferenz
Henlein und die SdP orientierten sich zwar in den ersten Jahren wenigstens äußerlich am Aktivismus, ab 1937 wandten sie sich jedoch ganz offen Hitler und seiner Nationalsozialistischen Deutschen Arbeiterpartei in Berlin zu und wurden so zum Wegbereiter des Anschlusses der Sudetengebiete an das Deutsche Reich.
Im April 1938 erhob Henlein in Karlsbad seine letzten Forderungen, bekannt als Karlsbader Programm, die zur Sudetenkrise führten. Sie endete nach einer britisch-französisch-tschechoslowakischen Einigung vom 19./21. und 25. September 1938 über die von dem britischen Vermittler Walter Runciman empfohlene Abtretung überwiegend deutsch besiedelter Gebiete (28.942 km² und 3.710 Gemeinden inkl. Petržalka und Devín bei Bratislava/Slowakei) an das Deutsche Reich mit dem Münchner Abkommen (zwischen Großbritannien, Frankreich, Italien und Deutschland) vom 29. September 1938 „über die Bedingungen und Modalitäten vorerwähnter Einigung“ (vom 19./21. und 25. September). Die Tschechoslowakei wurde zu den Verhandlungen nicht beigezogen. Der Einmarsch deutscher Truppen erfolgte vertragsgemäß vom 1. bis 10. Oktober 1938.